# Герб Красноборска
Герб Красноборска Архангельской области Российской Федерации.
В 1780 году Красноборск стал уездным городом Красноборского уезда Вологодского наместничества, c 1796 года — заштатным городом, Сольвычегодского уезда Вологодской губернии. С 2006 года село Красноборск является административным центром Алексеевского сельского поселения.

## Описание и история герба
Герб Красноборска был Высочайше утверждён 2 октября 1780 года императрицей Екатериной II вместе с другими гербами городов Вологодского наместничества (ПСЗ, 1780, Закон № 15069).
Описание герба Красноборска гласило:

"Двѣ краснаго цвѣта сосны, въ серебряномъ полѣ. В верхней части щита — Герб Вологды: «В красномъ полѣ щита видна выходящая из облака рука, держащая золотую державу с серебрянымъ мечемъ».

В мае 2011 года решением Собрания депутатов муниципального образования «Красноборский район» был утверждён герб Красноборского района, созданный на основе исторического герба Красноборска 1780 года. Герб района имеет следующее описание: «В рассечённом червлёном и серебряном поле на узкой оконечности — две сосны, всё переменных цветов».